# Tude Bastos
Tude Bastos é um loteamento localizado na cidade de Praia Grande (SP), que pertence ao bairro do Sítio do Campo. O loteamento Tude Bastos surge por força do empreendedorismo do então dono desse lote de terra, pertencentes ao paulistano Dr. Tude Bastos, que idealizou e colaborou decisivamente para o crescimento do bairro que leva o seu nome. Instalados no Tude Bastos desde o início do século XX, milhares de japoneses que viviam do cultivo das plantações de morango, mandioca, banana e chuchu. Mas, com o tempo, esses japoneses foram saindo e se estabelecendo em outros bairros.[carece de fontes?]
A prefeitura reconhece como bairro o Sítio do Campo, e o Tude Bastos como loteamento regular, enquanto que a população utiliza os dois nomes, muitos por falta de conhecimento da história do Sítio do Campo que remonta aos tempos do Império. O fato é que as terras do Dr. Tude Bastos ficavam ao leste do Sítio do Campo e por ser "quase particular", o bairro se desenvolveu de maneira planejada. A porção oeste do Sítio do Campo, por não ter sofrido essa interferência, desenvolveu-se de modo desordenado e ainda hoje passa por obras de urbanização.[carece de fontes?]
É no Tude que fica o Terminal Urbano-Rodoviário homônimo, o CAMP de Praia Grande, o famoso Colégio de Freiras Santa Maria, o Kartódromo e o acesso para a Rodovia dos Imigrantes. Devido aos investimentos feitos pela prefeitura nas obras de infraestrutura e urbanização, o bairro esta muito valorizado. Canalização do esgoto e pavimentação das ruas foram as primeiras e mais importantes para o desenvolvimento do bairro na década de 90. Em seguida vieram urbanização de praças e canalização do canal praião com construção da ciclovia. Os investimentos de infraestrutura como espaços de lazer, reforma de escolas e postos de saúde, ginásio de esportes, sambódromo/kartódromo dentre outros vieram a partir de 2005.
Essa revitalização e modernização que o bairro recebeu acabou encarecendo os imóveis ali existentes juntamente com o enorme reajuste que sofreram os IPTUs. Desde 2008, a procura acabou fazendo com que muitos construtores viessem construir casas para venda, desta forma, o Tude Bastos se tornou o bairro da Praia Grande com o metro quadrado (m²) mais caro da terceira zona.[carece de fontes?]